# نادي كولينغوود لكرة القدم
نادي كولينغوود لكرة القدم (بالإنجليزية: Collingwood Football Club)‏ هو نادي كرة القدم الأسترالية أسترالي تأسس في 1892 ، يقع مقره الرئيسي في ملبورن، ويلعب في دوري كرة القدم الأسترالية، ويلعب في Victorian Football League ‏.

## وصلات خارجية
- الموقع الرسمي